# Juan Carlos Sanromán Elexpuru
Juan Carlos Sanromán Elexpuru (Vigo, 23 d'octubre de 1971) és un exfutbolista gallec, que jugava com a migcampista.

## Trajectòria
Sorgeix del planter del Celta de Vigo. La temporada 90/91, amb els viguesos a Segona Divisió, debuta amb el Celta, tot jugant 19 partits eixe any. No es consolida i retorna al filial. La temporada 92/93, ara amb l'esquadra gallega a la màxima categoria, hi juga un partit de lliga, l'únic de la seua carrera a primera divisió.
La temporada 93/94 apareixeria en un partit de Copa del Rei. Acaba la temporada al CF Extremadura, amb qui ascendeix a Segona Divisió. A la campanya següent recala al Reial Múrcia CF, de Segona B. Entre 1995 i 1997 milita al filial del Deportivo de La Corunya, però sense debutar amb el primer equip.
L'estiu de 1997 marxa al Llevant UE, amb qui juga 14 partits i marca un gol a Segona Divisió. A mitja temporada retorna a Galícia per jugar amb el Racing de Ferrol. Amb els ferrolans hi retornaria a la categoria d'argent a la campanya 00/01.
Al mercat d'hivern de la temporada 00/01 fitxa pel Cartagonova. Roman dues temporades més al conjunt departamental, quan s'incorpora a les files del CD Ourense. El 2007 deixa l'equip ourensà i recala al Céltiga, un modest equip gallec, i a la campanya posterior, al Nigrán, de la Primera Regional.